# Natação nos Jogos Pan-Americanos de 1999 - Revezamento 4x100 m livre masculino
O evento do revezamento 4x100 m livre masculino nos Jogos Pan-Americanos de 1999 foi realizado em Winnipeg, Canadá, em 5 de agosto de 1999. O último campeão dos Jogos Pan-Americanos foi os Estados Unidos.
Essa corrida consistiu em oito voltas em nado livre em piscina olímpica. Cada um dos quatro nadadores deu duas voltas na piscina. O primeiro nadador deveria tocar a parede antes de o próximo sair do bloco.

## Resultados
Todos os tempos estão em minutos e segundos.
| CHAVE: | q | Mais rápidos não-classificados | Q | Classificados | GR | Recorde dos jogos | NR | Recorde nacional | PB | Melhor marca pessoal | SB | Melhor marca na temporada |

### Final
A final foi realizada em 5 de agosto.
| Posição           | Nome                                                          | Nação                        | Tempo   | Notas  |
| ----------------- | ------------------------------------------------------------- | ---------------------------- | ------- | ------ |
| Medalha de ouro   | Fernando Scherer César Quintaes André Cordeiro Gustavo Borges | BRA Brasil                   | 3:17.18 | GR, SA |
| Medalha de prata  | Scott Tucker Dan Phillips Jarod Schroeder Justin Ewers        | USA Estados Unidos           | 3:19.00 |        |
| Medalha de bronze | Luis Rojas Francisco Páez José Quevedo Francisco Sánchez      | VEN Venezuela                | 3:22.21 |        |
| 4                 | - - -                                                         | CAN Canadá                   | 3:22.48 |        |
| 5                 | - - -                                                         | BAH Bahamas                  | 3:31.46 |        |
| 6                 | - - -                                                         | BER Bermudas                 | 3:36.05 |        |
| 7                 | - - -                                                         | PER Peru                     | 3:39.32 |        |
| 8                 | - - -                                                         | ISV Ilhas Virgens Americanas | 3:39.40 |        |